# Manuel Hernández Gamallo
Manuel Hernández Gamallo (España, siglo XX), es un diplomático español. Es el embajador de España en Kuwait, concurrente en Baréin (desde 2024).

## Biografía
Tras licenciarse en Derecho en la Universidad de Navarra (1987), ingresó en la carrera diplomática (1994).
Como diplomático ha estado destinado en las Embajadas de España en Argel (Argelia), Praga (República Checa), OTAN (Bruselas), Kiev (Ucrania), Vilna (Lituania), Moscú (Rusia), Copenhague (Dinamarca) y Riad (Arabia Saudita).
En el Ministerio de Asuntos Exteriores, Unión Europea y Cooperación (MAEUEC), ocupó diversos puestos: subdirector general de Asuntos Migratorios (2015-2020); subdirector general adjunto de Asuntos Generales en la Secretaria de Estado para la Unión Europea; jefe de área en la Dirección General Seguridad, Desarme y Asuntos Internacionales de Terrorismo; jefe de servicio de Asuntos de Extranjería en la Dirección General de Asuntos Consulares.
Es Embajador de España en Kuwait (desde 2024).